# Presbyterian Church (USA)
Presbyterian Church (USA), PC(USA) är ett protestantiskt trossamfund bildat 1983 genom samgående mellan Presbyterianska kyrkan i USA och Förenade presbyterianska kyrkan i USA. PC(USA) har 1,1 miljoner medlemmar i 8 700 lokala församlingar.

## Ekumenik
PC(USA) är medlem av Christian Churches Together in the USA, National Council of the Churches of Christ in the USA, World Communion of Reformed Churches och Kyrkornas världsråd.

## Homosexualitet
Efter decennier av hård intern debatt beslutade kyrkans landsmöte 2010 att tillåta prästvigning av öppet homosexuella.
Den 8 oktober 2011 ordinerades 56-årige Scott Andersen till präst i Covenant Presbyterian Church i Madison, Wisconsin.
Andersen hade 1990 tvingats avsäga sig sitt ämbete sedan han trätt fram och bejakat sin homosexualitet.

## Kända medlemmar
En känd medlem av PC(USA) är USA:s tidigare utrikesminister Condoleezza Rice.